# Antoine Bruhier
Antoine Bruhier (* möglicherweise in Noyon; † nach 1521) war ein vermutlich französischer Komponist der Renaissance, der in Italien wirkte.

## Leben
In einem unveröffentlichten Dokument aus dem Archiv des Vatikans beschreibt sich Bruhier als unehelichen Sohn eines Priesters mit einer unverheirateten Frau sowie als Kleriker des Bistums Noyon. Dies legt eine französische Herkunft Bruhiers nahe, andererseits wurde er mit Benefiziaten in Genf und Lyon belehnt, ohne die lokale Sprache zu sprechen. Damit könnte allerdings einfach gemeint sein, dass dort ein anderes Französisch gesprochen wurde als in Nordfrankreich. Jedenfalls wird daruch unwahrscheinlicher, dass er mit einem Antonio Brugier (Antoine aus Brügge) identisch war, der um 1474 an der Mailänder Hofkapelle wirkte.
1504 war er kurzfristig Kapellmeister an der Kathedrale von Langres. Zwischen 1505 und 1508 war er in Diensten des Kardinals Ippolito d’Este, danach in denen des Herzogs Francesco Maria I. della Rovere. Mit Beginn des Pontifikats von Papst Leo X. wurde Bruhier einer dessen cantori segreti. Ob er auch Mitglied der päpstlichen Kapelle war, ist unklar. Nach Leos Tod 1521 ist Bruhier dokumentarisch nicht mehr nachweisbar.

## Werke
Messen:
- Missa »"Carminum"« 4v., I-CMac M(D)
- Missa »"Mediatrix nostra"« 4v., A-Wn 15495
- Missa »"L’Homme armé"«(?) 4v., I-CMac M (D)

Motetten:
- »Ave celorum regina«, I-Bc Q20
- »Ave color boni vini«, in: Hundert und fünfftzehen guter newer Liedlein, Nbg. 1544, J. Ott (= RISM ID: 993103347)
- »Ecce Panis angelorum«, I-Fl 666, I-MOd IX
- »Vivite felices«, I-Bc Q19

Chansons:
- »Et un gentil clerc« 4v. (= RISM ID: 850791886), I-Fc B.2442
- »Frappez petit coup« 4v. (= RISM ID: 850791884), I-Fc B.2442, I-Fn 164–167
- »Jaquet, Jaquet« 4v. (= RISM ID: 850791908), I-Fc B.2442, I-Fn 164–167
- »La douleur de mon compère« 4v. (= RISM ID: 850791885), I-Fc B.2442
- »L’amour de moy« 2v., in: Secundus tomus biciniorum, Wittenberg 1545, G. Rhau (= RISM ID: 993104175)
- »La turatu« 4v., in: Harmonice musices Odhecaton, Vdg. 1501, O. Petrucci (= RISM ID: 993100366, RISM ID: 1001241389); I-Fc B.2442
- »Ung amoureux« 3v., in: La Couronne et fleur des chansons à troys, Rom 1536 (= RISM ID: 993112616)
- »Vray Dieu qui me confortera« 4v., in: Canti B. numero cinquanta, Vdg. 1502, O. Petrucci (= RISM ID: 1001240429, RISM ID: 993105843, RISM ID: 704000527); B-Br 11239, I-Rvat 11953

Untextiert:
- Kanon, 4 v., I-MOd IV

Verloren:
- 2 zusätzliche Strophen für das dritte Agnus Dei in Josquins Missa »"L’homme armé"« super voces musicales, eine Marienmotette (möglicherweise das »"Ave celorum regina"« in I-Bc Q20), Le septe hore de la passione 3v. (alle in einem um 1508 aus Urbino geschriebenen Brief an den Cardinal Ippolito d’Este erwähnt)